# The Great Concert of Charles Mingus
The Great Concert of Charles Mingus è un album di Charles Mingus registrato dal vivo nel 1964 in Francia e originariamente pubblicato su 3 LP per l'etichetta America.
Il secondo brano del disco indicato come Goodbye Pork Pie Hat è in realtà So Long Eric. Il brano Parkeriana è una piccola suite dedicata a Charlie Parker.

## Tracce
Tutti brani sono stati composti da Mingus tranne dove indicato diversamente.
Lato A
1. Introduction and Presentation – 1:35
2. Goodbye pork Pie Hat (Part.1) – 23:00

Lato B
1. Goodbye pork Pie Hat (Part.2) – 05:40
2. Orange Was the Color of Her Dress – 14:00

Lato C
1. Parkeriana – 23:00

Lato D
1. Meditation On Integration – 27:30

Lato E
1. Fables of Faubus – 17:20

Lato F
1. Fables of Faubus (Con't) – 11:20
2. Sophisticated Lady – 06:00 (Duke Ellington, Irving Mills)

## CD
Nel 1970 la Universal Music ha pubblicato una riedizione del triplo LP originale su due CD e stando alle note di copertina dei CD è stata ripristinata la sequenza di brani ricavata in base all'analisi delle registrazioni originali effettuata con nuovi mezzi tecnici.
CD 1
1. A.T.F.W.  - 04:17 (Art Tatum, Fats Waller)
2. Introduction and Presentation – 1:08
3. So Long Eric (Don't Stay Over There Too Long) – 21:47
4. Orange Was the Color of Her Dress, Then Blue Silk – 14:29
5. Fables of Faubus – 27:46

CD 2
1. Sophisticated Lady – 07:55 (Duke Ellington, Irving Mills)
2. Parkeriana (Dedicated to a genius) – 27:04
3. Meditation On Integration (Or For a pair Of Wine Cutters) – 22:46

## Formazione
- Charles Mingus – contrabbasso
- Eric Dolphy – sassofono alto,  flauto e clarinetto
- Johnny Coles – tromba (solo in So Long Eric)
- Clifford Jordan – sassofono tenore
- Jaki Byard – piano
- Dannie Richmond – batteria